# Patrick Matt
Patrick Matt (* 4. April 1969 in Mauren) ist ein ehemaliger Radsportler aus Liechtenstein und nationaler Meister im Radsport.

## Sportliche Laufbahn
Matt, der für den Radfahrer-Verein Mauren antrat, war 1992 Meister im Strassenrennen des Fürstentums Liechtenstein, bestritt seine Rennen aber hauptsächlich in der Schweiz. 1988 war er Teilnehmer der Olympischen Sommerspiele in Seoul. Im olympischen Straßenrennen schied er aus, in der Einerverfolgung belegte er Platz 18 in der Qualifikationsrunde. Auch an den Spielen 1992 in Barcelona war er am Start. Dabei wurde er 19. der Qualifikation der Einerverfolgung und 17. im Punktefahren. Bei den Spielen der kleinen Staaten Europas nahm er in den 1990er Jahren mehrfach teil und konnte auch Medaillen in den Mannschaftswettbewerben gewinnen.
Nach seiner Laufbahn war er von 2005 bis 2008 Präsident seines Vereines RV Mauren.